# Iwan IV. Smilez
Iwan Kommenos Dukas Palaiologos Smilez (bulgarisch Йоан Комнин Дука Палеолог Смилец), kurz Iwan IV. Smilez oder Ioan Smilez (bulgarisch Иван IV Смилец; * im 13. Jahrhundert in Tarnowo; † 13. Jahrhundert) war für kurze Zeit Zar von Bulgarien aus dem Hause Smilez. 
Iwan IV. war der Sohn des Zaren Smilez und seiner Frau Smilzina Palaiologos. Er folgte 1298 nach dem Tode seines Vaters auf dem bulgarischen Thron. Da er noch minderjährig war, bildeten seine Mutter und Eltimir, der Despot von Kran, der mit der Schwester von Iwan verheiratet war, eine Regentschaft. 
Der Tod Nogais, des Khans der Goldenen Horde, löste um 1299 zwischen seinen Söhnen Tschaka und Toktai Kämpfe aus. Tschaka verlor und flüchtete mit seiner Gattin (Tochter von Georgi I. Terter, Bruder von Eltimir) und Todor Swetoslaw nach Bulgarien, wo er im Herbst 1299 den Thron von Iwan Smilez einnahm. 
Iwan IV. flüchtete mit seiner Mutter über Kran nach Konstantinopel. Weitere Informationen über das Leben von Iwan Smilez wurden nicht überliefert. Es ist nur belegt, dass sich in Konstantinopel Radoslaw und Wojsil, Iwans Onkeln aufhielten. 
Nach der Flucht von Iwan IV. Smilez wurde Khan Tschaka bulgarischer Herrscher. Er wurde jedoch bereits im Jahr 1300 durch Todor Swetoslaw gestürzt.